# Aviá
Aviá (en catalán: Avià) es una población española situada en la provincia de Barcelona, en la comunidad autónoma de Cataluña. Tiene cinco núcleos de población: Aviá, Cal Rosal, Graugés, Obiols y La Plana.

## Economía
La actividad económica, hasta la década de 1980, estaba distribuida entre la agricultura y ganadería, industria textil y minería del carbón. Las crisis del sector textil y de la minería han provocado un aumento de la actividad industrial y de los servicios.

## Símbolos
El municipio dispone de un escudo que se define por el siguiente blasón: «Escudo losanjado: de azur, una espada y un báculo de obispo de oro pasados en sautor, la espada en banda y por encima del báculo en barra; el pie de oro, 4 palos de gules. Por timbre una corona mural de 
pueblo».
Fue aprobado el 20 de septiembre de 1992. El báculo y la espada son los atributos del patrón del pueblo, San Martín, obispo y soldado. Las armas reales de Cataluña recuerdan que Aviá fue repoblada por Wilfredo I de Barcelona.

## Demografía
Aviá cuenta con una población de 2243 habitantes (INE 2024).
| Gráfica de evolución demográfica de Aviá entre 1842 y 2021 |
| |
| Población de derecho según los censos de población del INE. Población de hecho según los censos de población del INE.En este censo se denominaba Abia: 1842. Entre el censo de 1857 y el anterior, crece el término del municipio porque incorpora a Obiols. |

| 1900 | 1930 | 1950 | 1970 | 1981 | 1986 | 2008 |
| ---- | ---- | ---- | ---- | ---- | ---- | ---- |
| 1197 | 2395 | 2208 | 1890 | 1827 | 1803 | 2144 |

## Lugares de interés
- Iglesia de San Vicente de Obiols. Prerrománica
- Iglesia de Santa María de Aviá. Románica.
- Iglesia de San Martín de Aviá
- Iglesia de San Sadurní de Clará

## Galería de imágenes

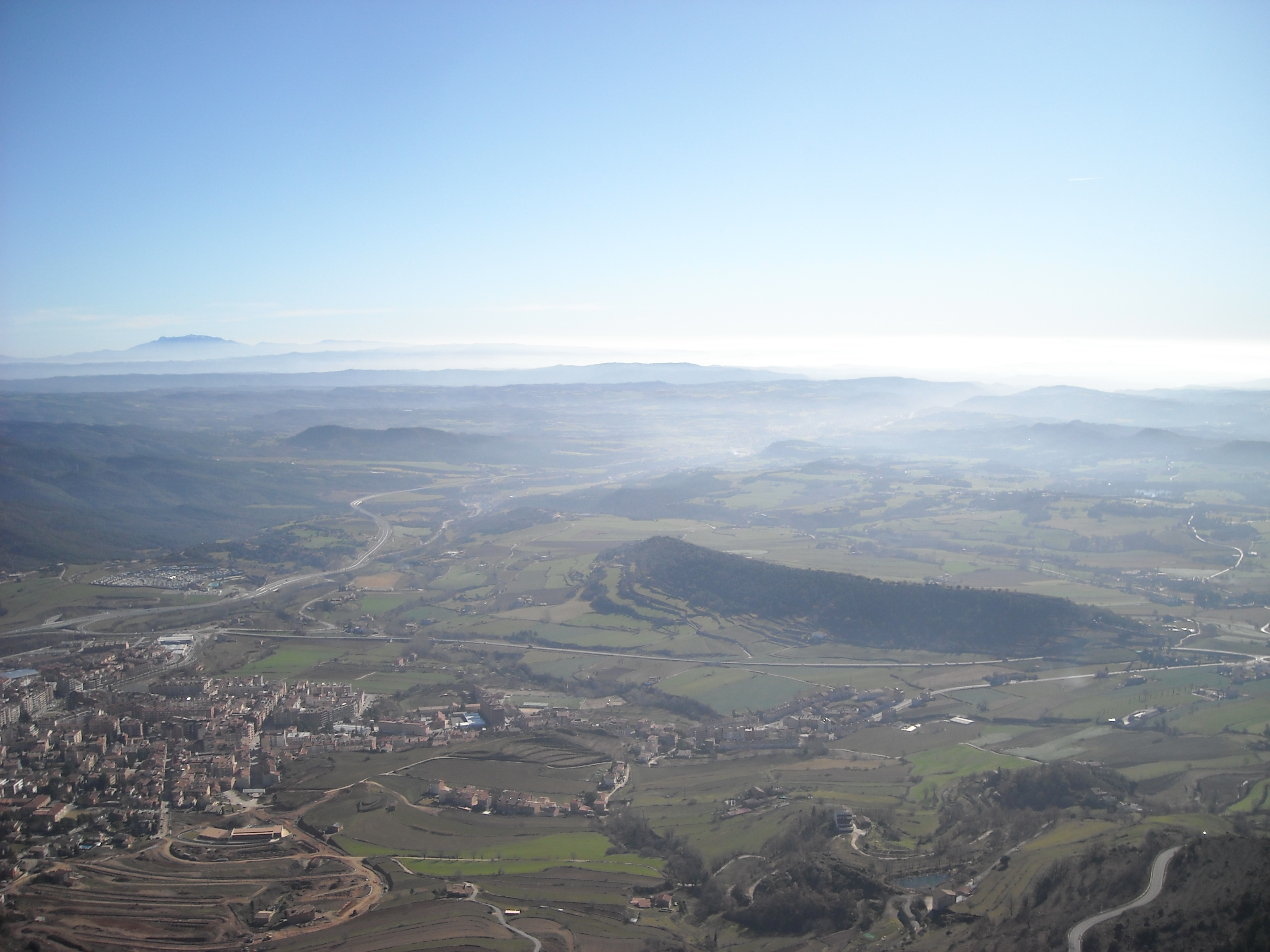
Avià y Serra de Noet desde Queralt
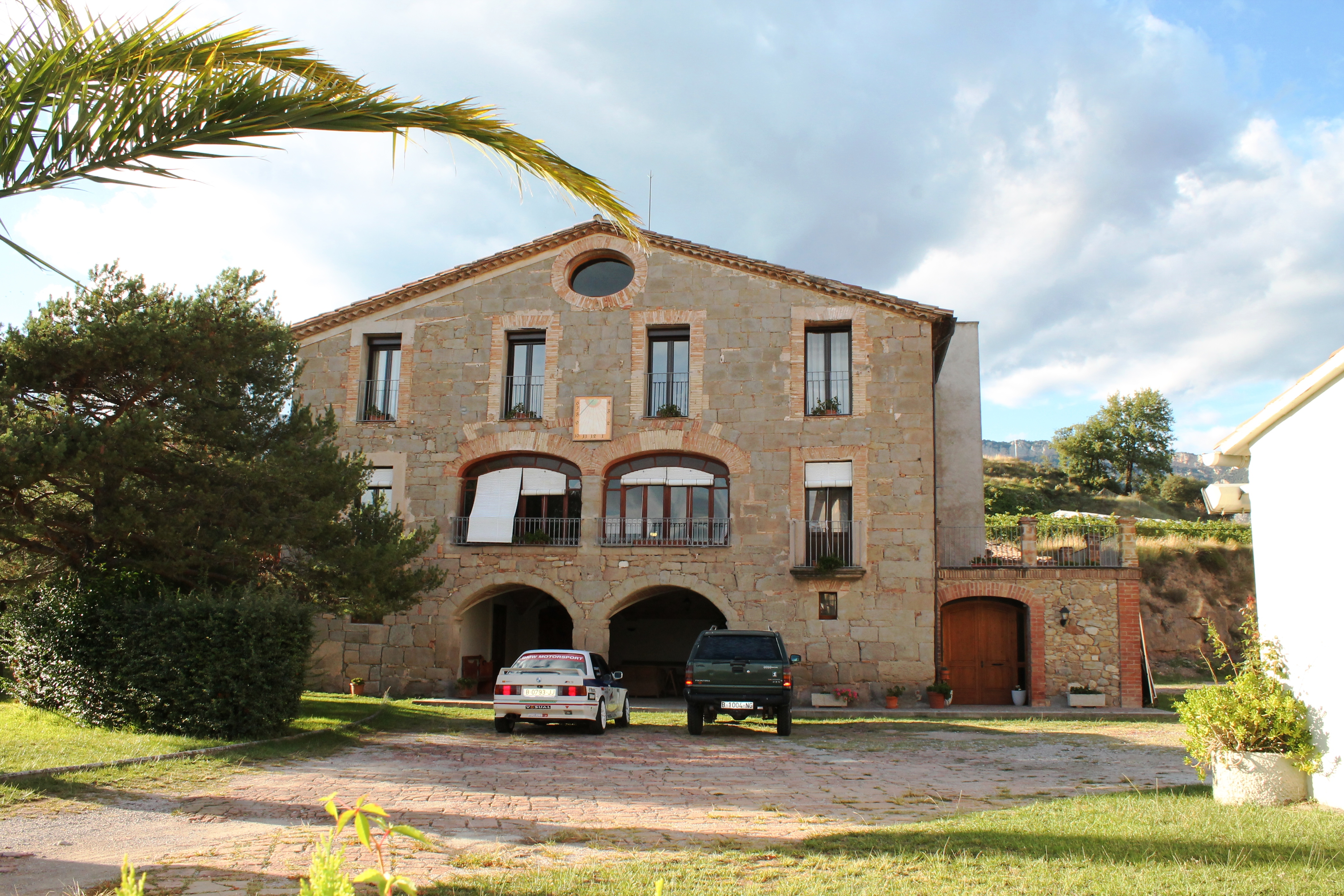
Cal Mas
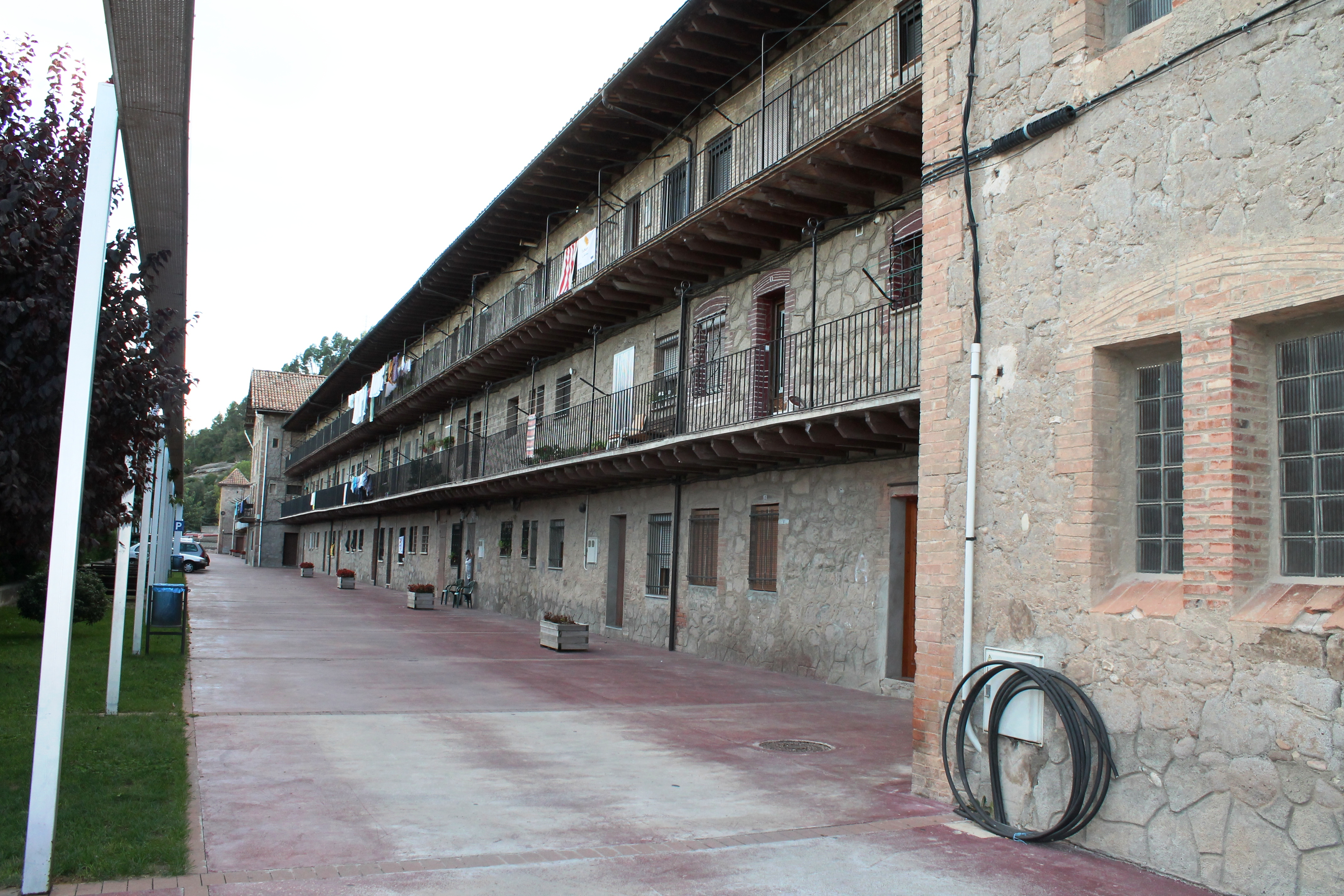
La Plana
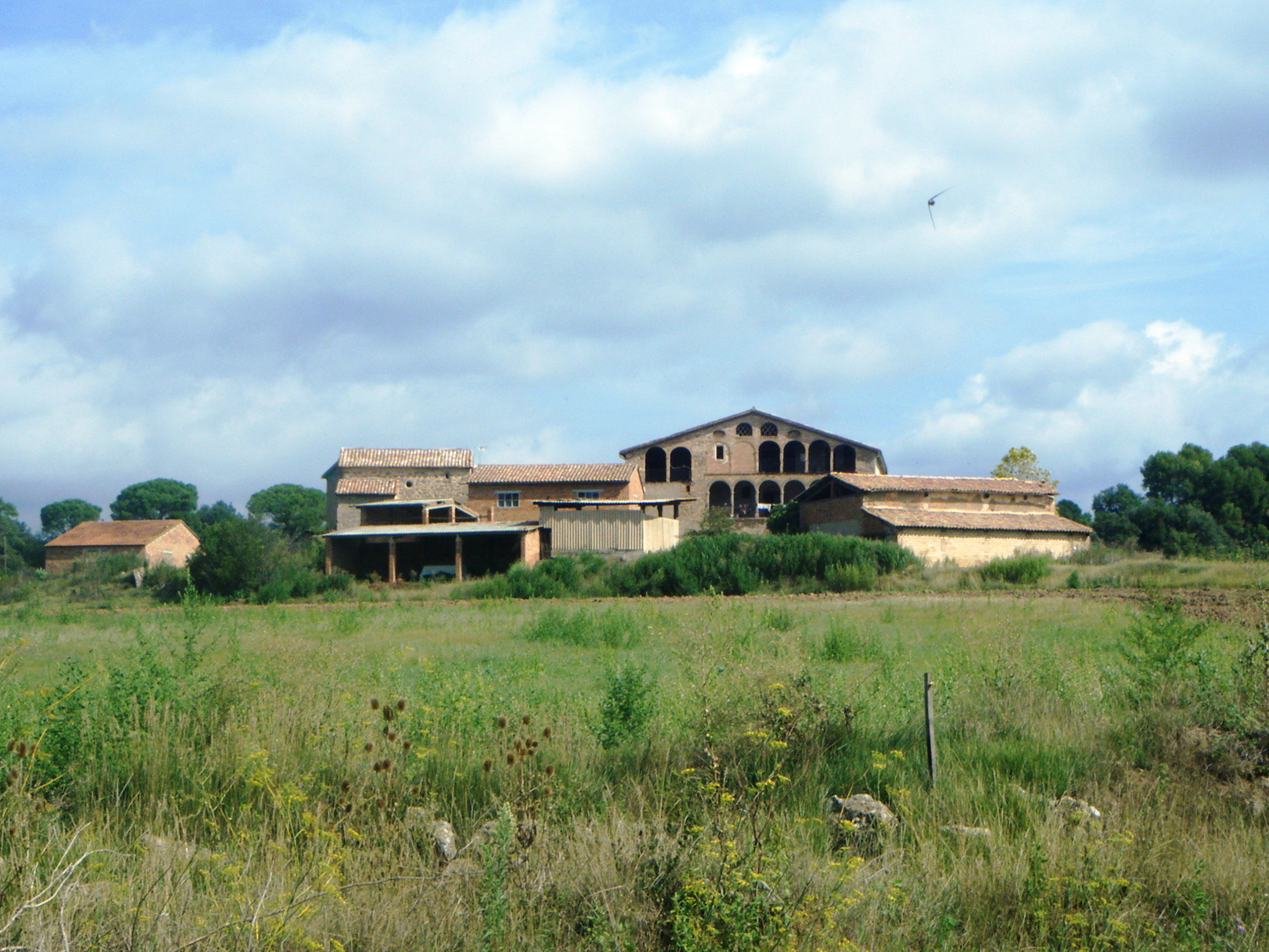
Bellús
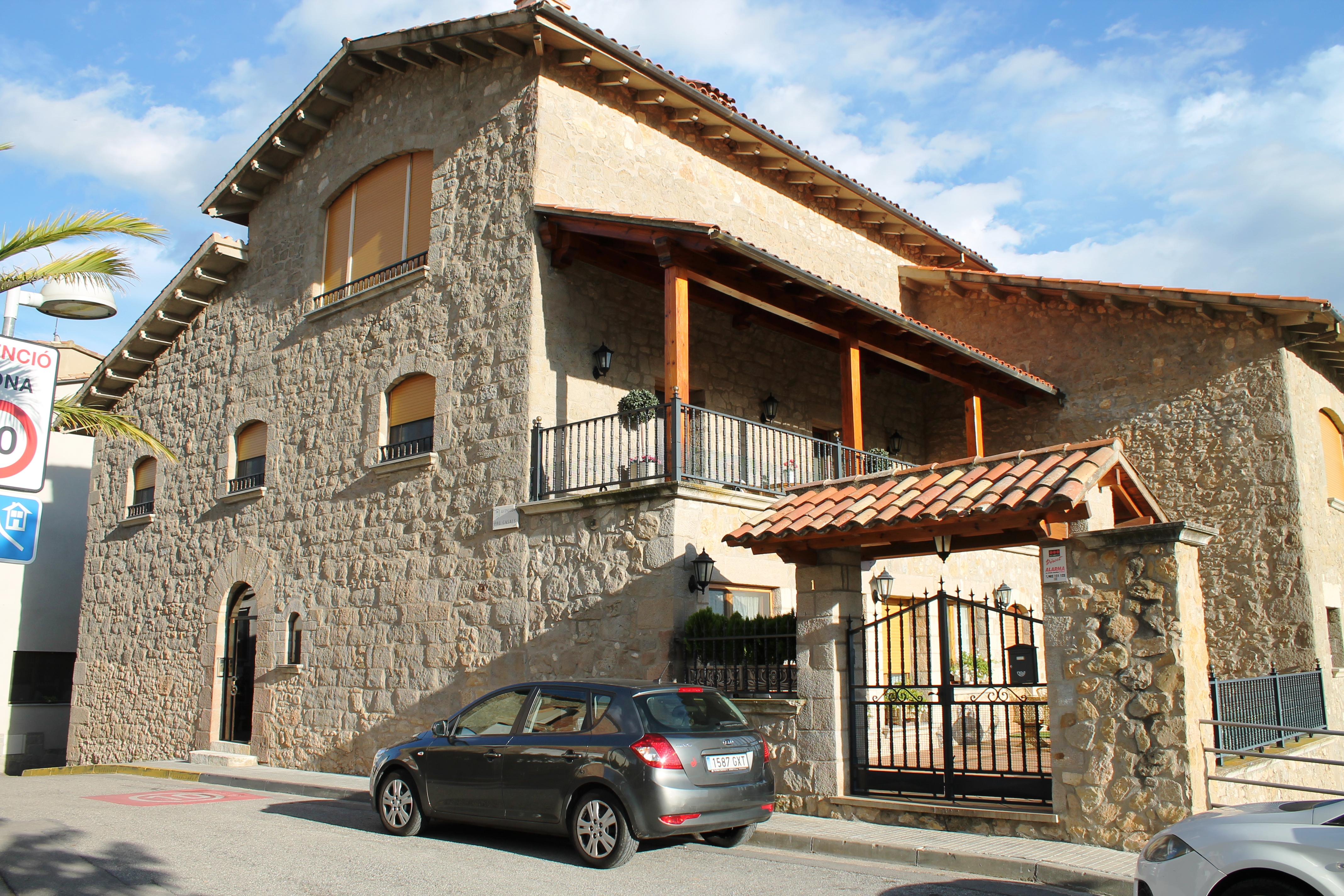
Salvans
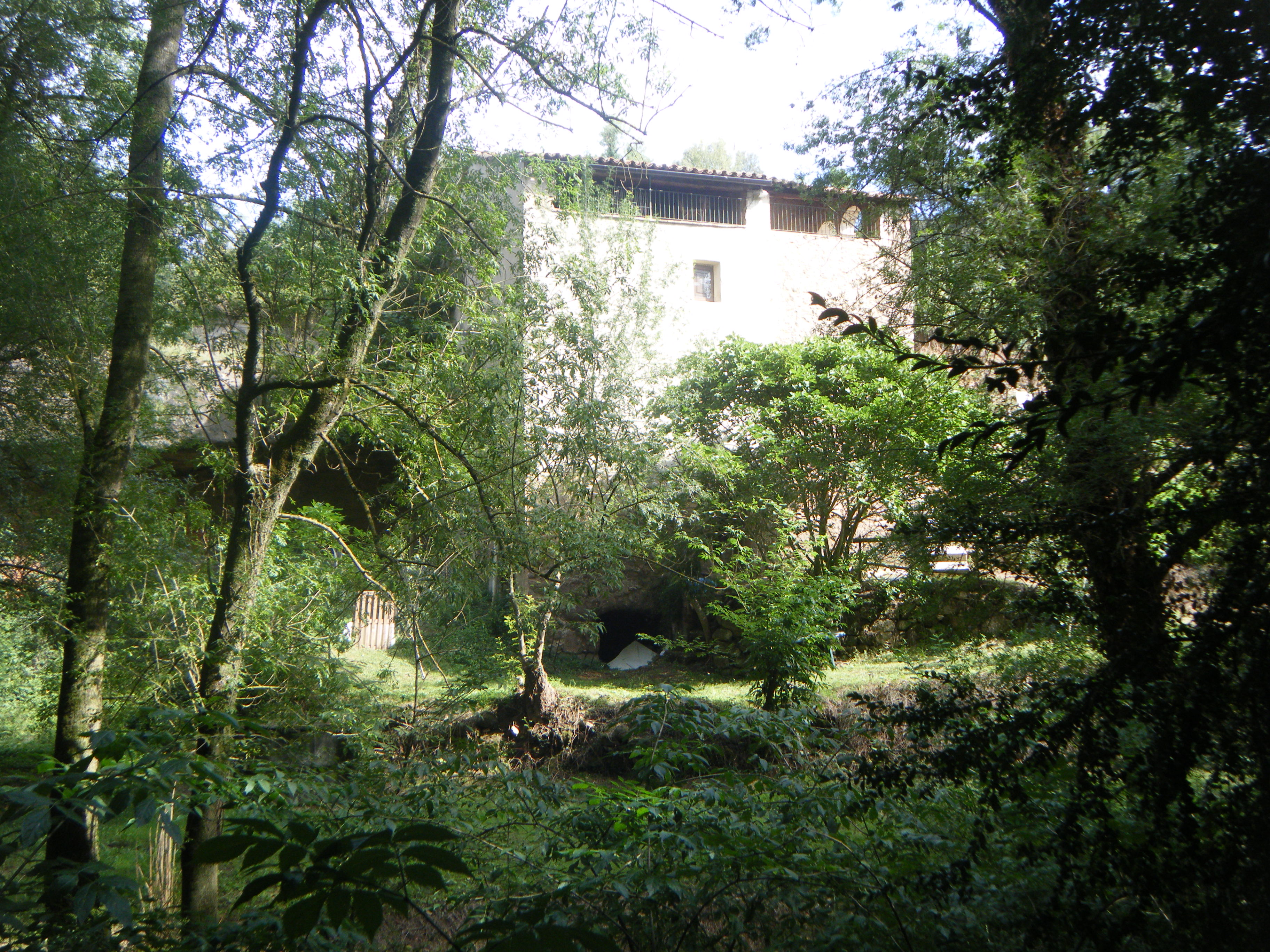
Molí de Bellús
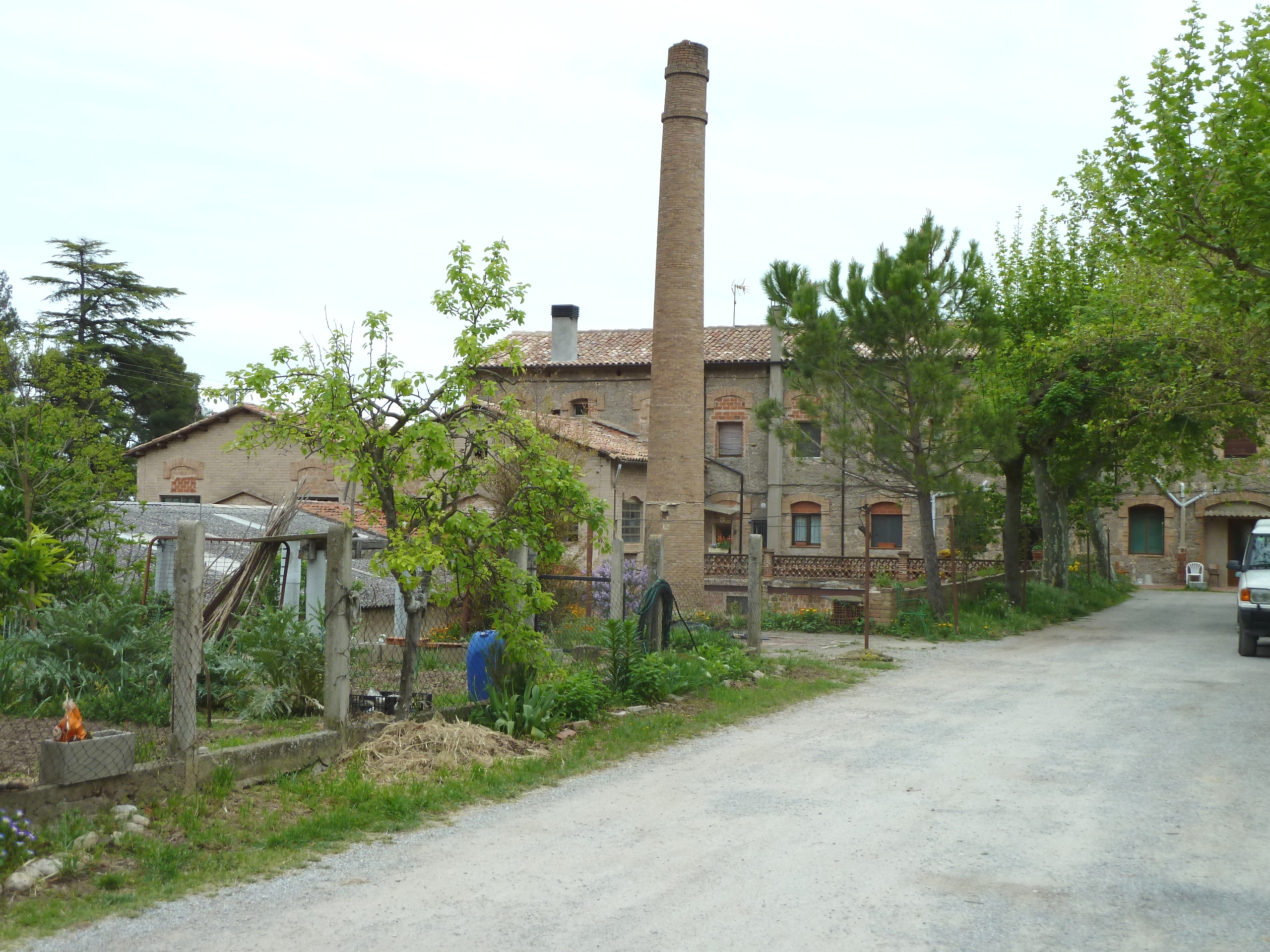
Molí del Castell
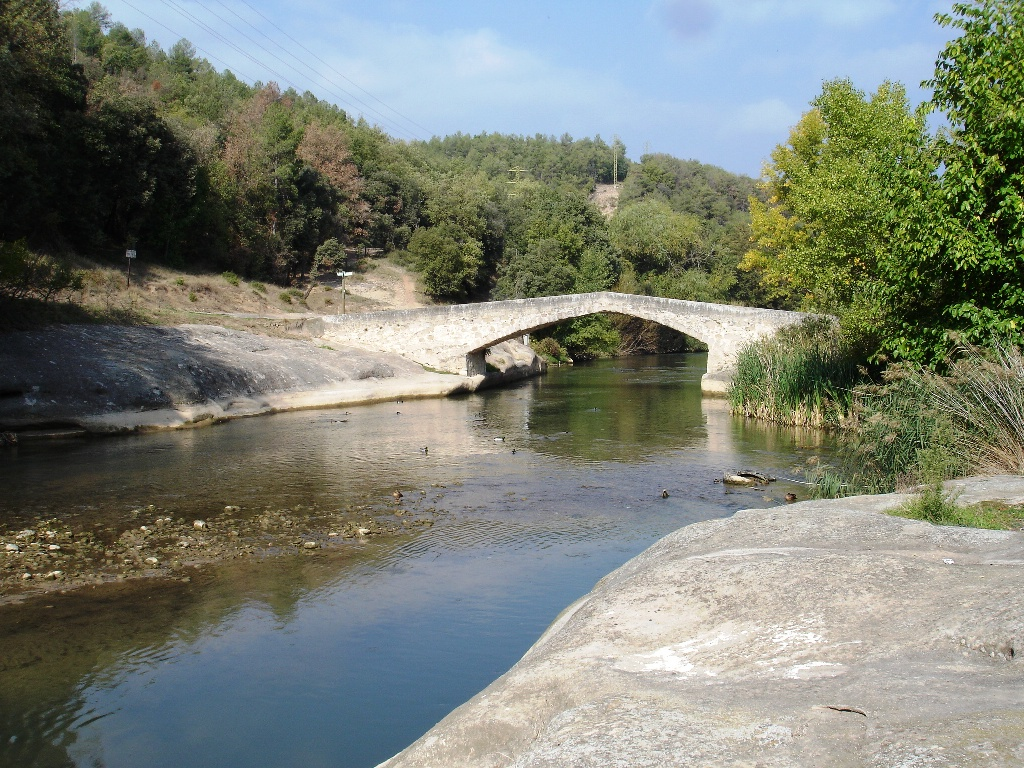
Pont d'Orniu
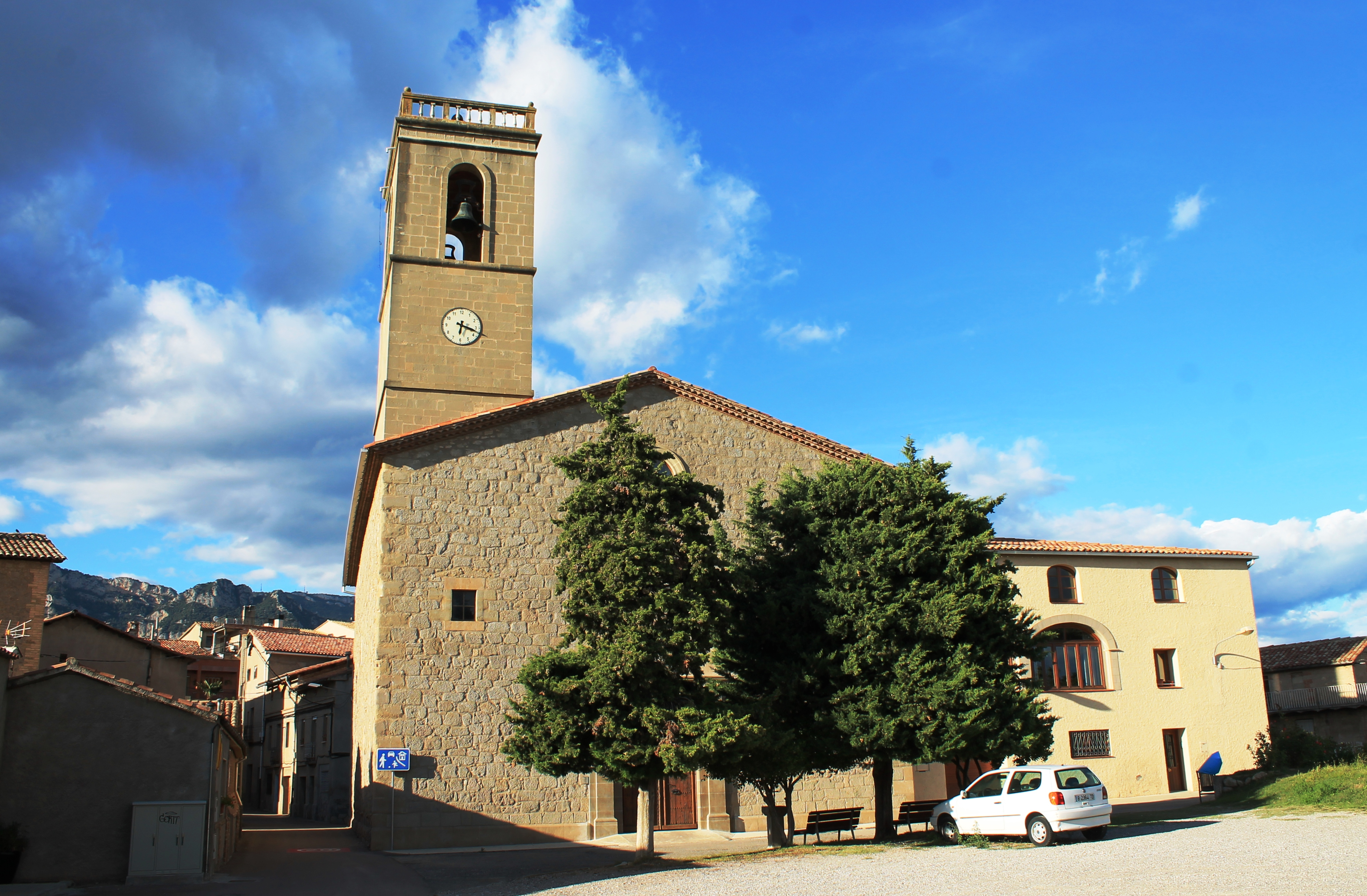
Sant Martí d'Avià
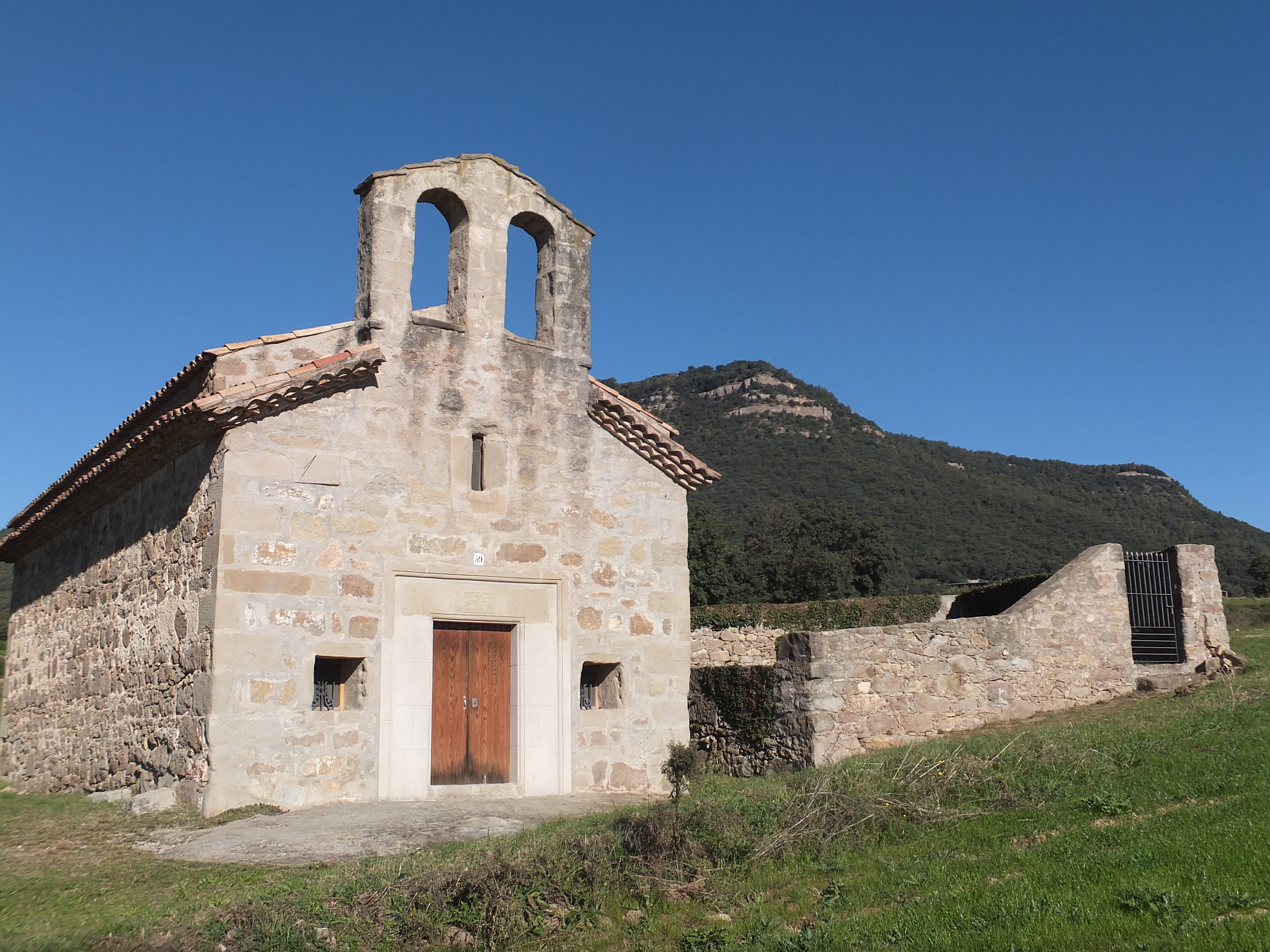
Sant Serni de Clarà
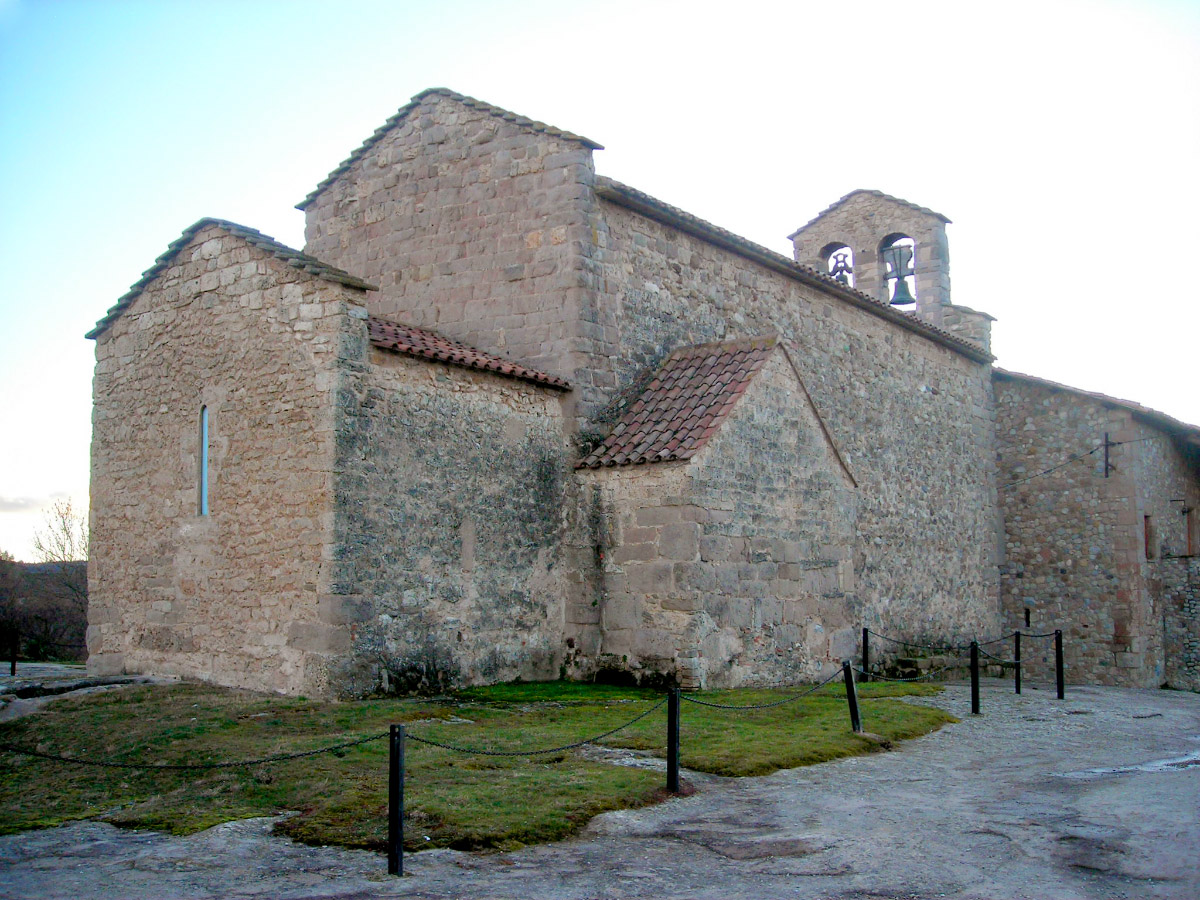
Sant Vicenç d'Obiols
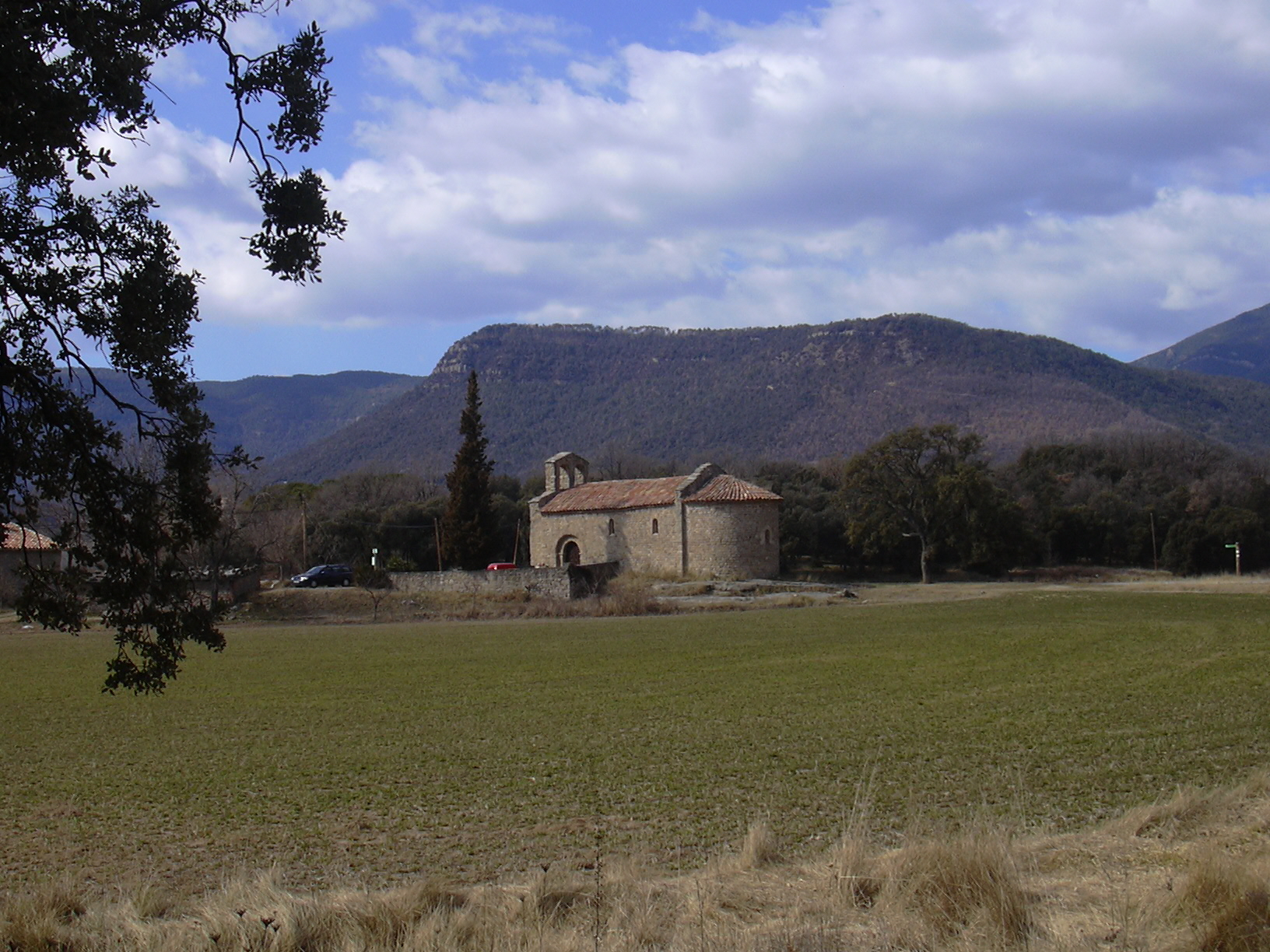
Santa Maria d'Avià
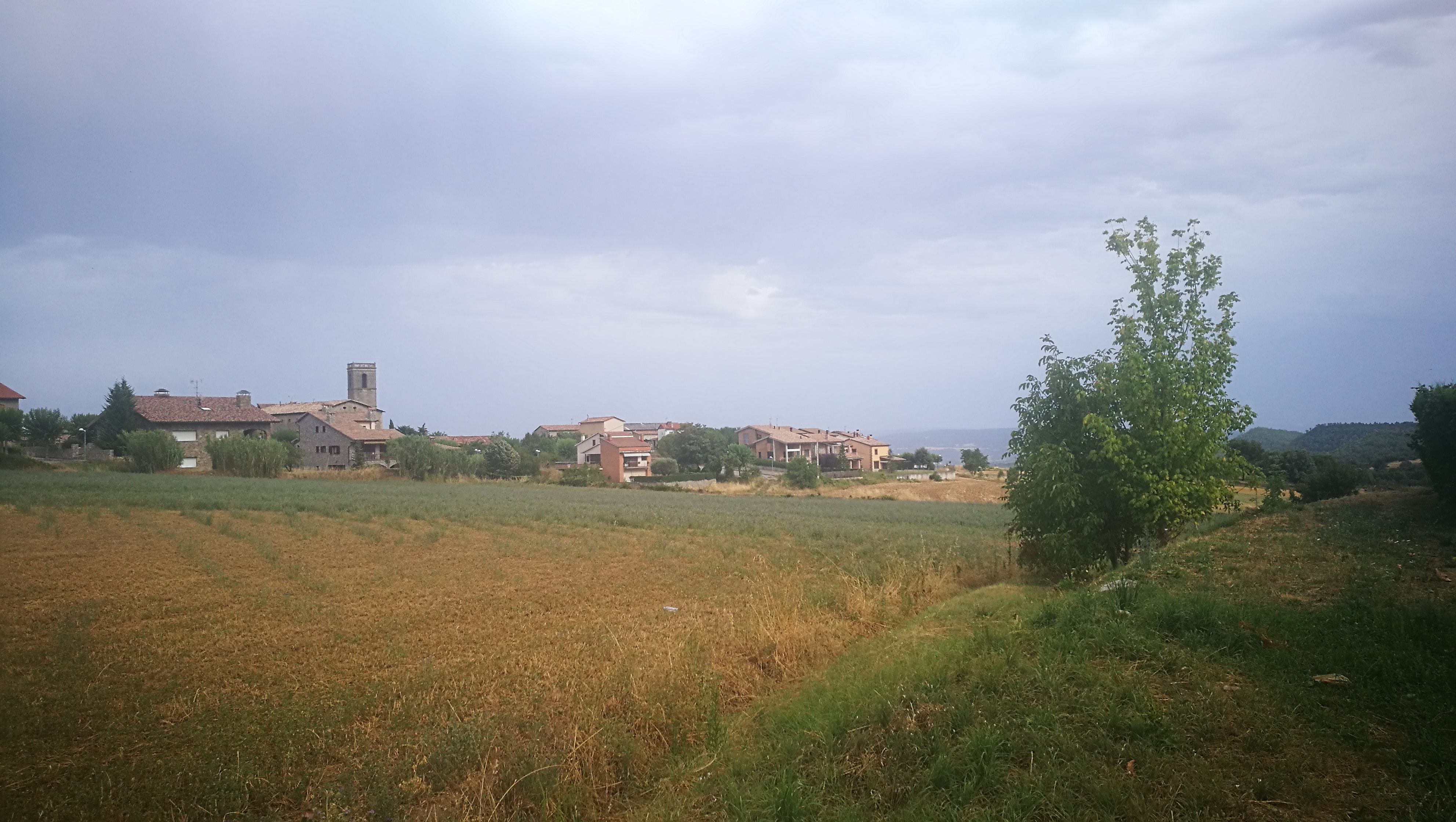
Avià desde la piscina
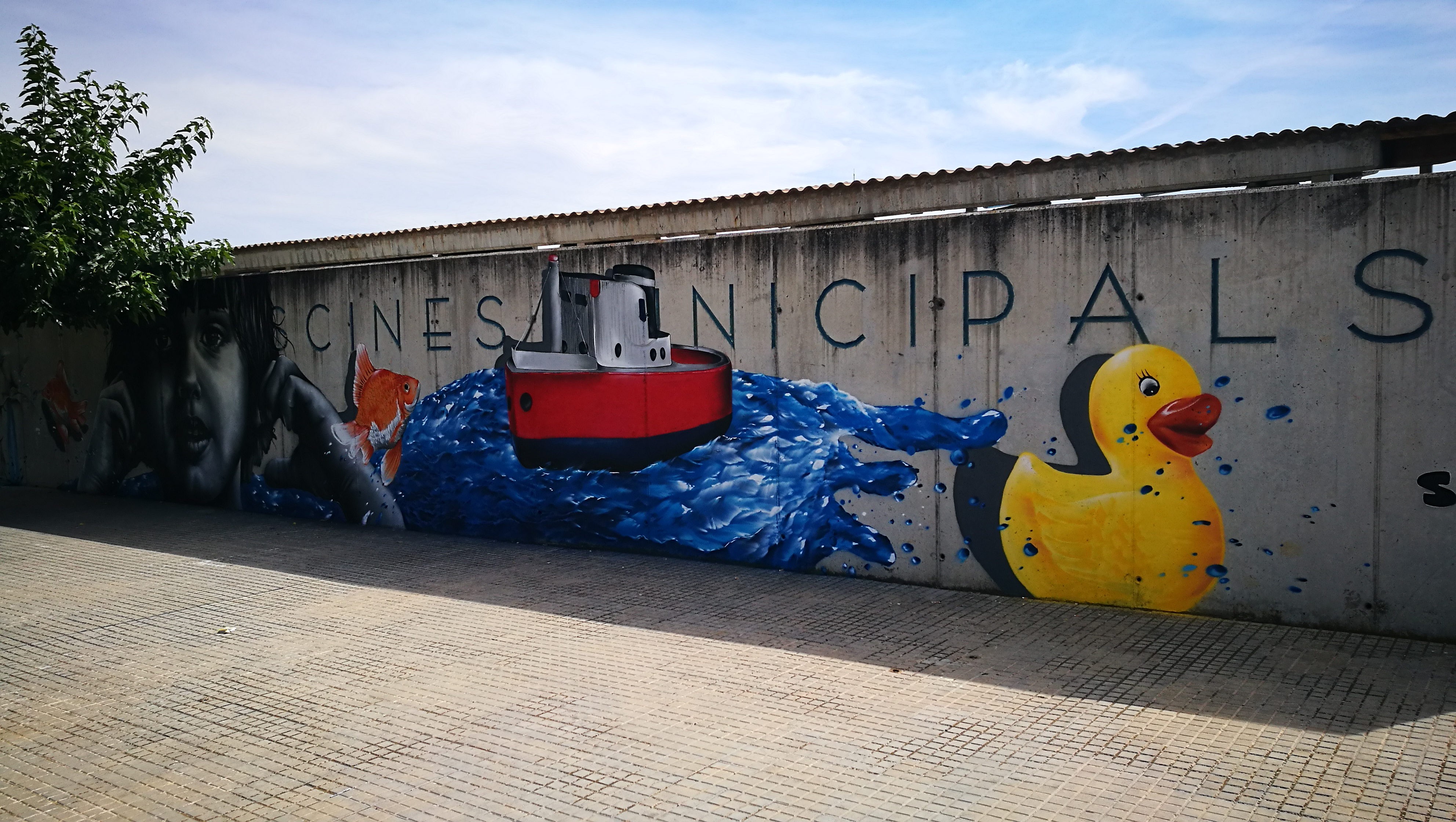
Graffiti en la piscina
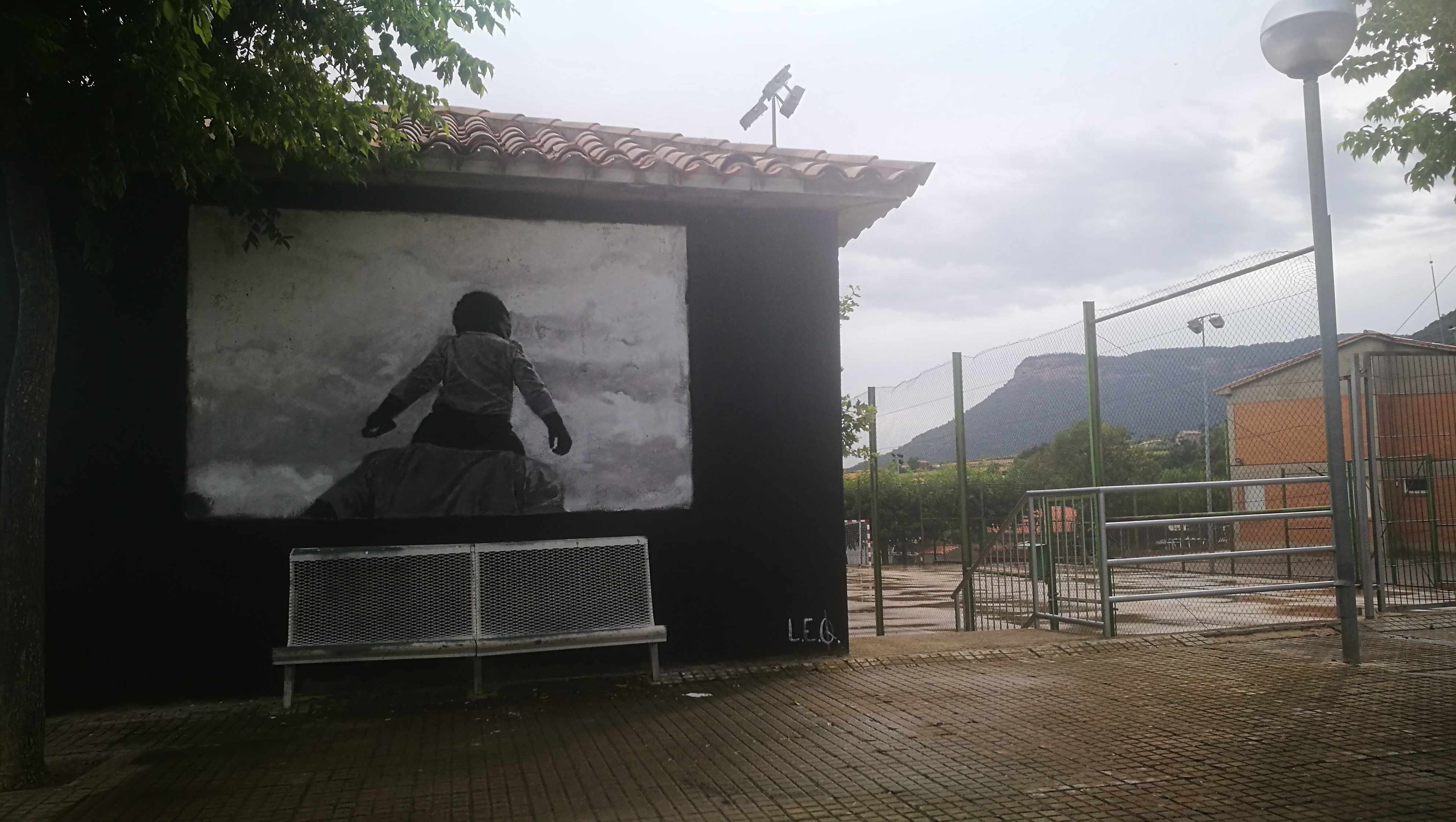
Graffiti cercano a la escuela

## Ciudadanos destacados
- Marc Coma, piloto de rallies.
- Xavier Sabata Corominas, contratenor.